# Thames Television
Thames Television fue una productora británica y un canal de televisión que formó parte desde 1968 hasta 1992 de la red de televisión comercial ITV. Durante el tiempo que funcionó como concesionaria de ITV, emitía desde las 9:25 del lunes hasta las 17:15 del viernes para el área metropolitana de Londres y compartía la frecuencia con London Weekend Television. En 1993, después de que su concesión no fuese renovada en favor del grupo Carlton, se convirtió en una productora independiente.
A lo largo de su historia, Thames ha destacado por su papel como productora de programas de entretenimiento, telecomedias, seriales y documentales, y como distribuidora de formatos internacionales para ITV, siendo una de las más importantes de la red. Además, controlaba las productoras Euston Films (especializada en ficción) y Cosgrove Hall (animación). Algunos de los espacios más destacados que han emitido son El show de Benny Hill, Un hombre en casa, George y Mildred, Mr. Bean y The Bill.
La compañía fue adquirida por Fremantle Media en 2001, quedándose con su catálogo de series y programas, y en 2003 fue fusionada con TalkBack Productions para crear la productora Talkback Thames, lo que supuso su desaparición. Desde 2011, Fremantle ha recuperado la marca para su división de programas de entretenimiento como Factor X y Britain's Got Talent, si bien se trata de otra empresa. El Instituto del Cine Británico (British Film Institute) ha reconocido a Thames Television como una de las compañías más importantes en la historia de la televisión del Reino Unido.

## Historia

### Antecedentes y creación de Thames
Desde 1955, Reino Unido contaba con un canal de televisión comercial con vocación de servicio público, ITV, en competencia con la BBC. El nuevo modelo se estableció por regiones, y cada región era administrada por diferentes compañías que colaboraban entre sí. Una autoridad audiovisual, la Independent Television Authority (ITA), otorgaba las concesiones a grupos editoriales, sujeta a revisión cada cierto tiempo si el dueño no cumplía los criterios de ITV o un competidor presentaba una oferta mejor. En el caso de Londres había dos concesiones: una de lunes a viernes, que en primera instancia fue para Rediffusion London, y otra para los fines de semana, de Associated Television.
Esta situación se mantuvo hasta 1967, cuando la ITA convocó un concurso para la renovación de contratos y creó nuevas zonas regionales que permitieron la entrada de nuevos operadores. Associated Television perdió su franquicia londinense y pasó a emitir para el centro de Inglaterra, que hasta la fecha estaba controlado por Associated British Corporation (ABC), creadores de programas como la serie Los Vengadores. Ese grupo presentó una oferta para los fines de semana de Londres, pero fue derrotado por sorpresa por la propuesta de London Weekend Television (LWT). Por otro lado Rediffusion aspiraba a conservar su licencia, aunque no gozaba de tanta popularidad como otras franquicias de ITV.
Como solución, la ITA propuso una unión forzosa entre ABC y Rediffusion, cuyo resultado sería la empresa concesionaria de Londres de lunes a viernes. ABC —meses después adquirida por Thorn EMI— sería el accionista mayoritario con el 51 % de los títulos, mientras que British Electric Traction, dueña de Rediffusion, se quedaría con el 49 % restante. La nueva cadena tuvo que vender estudios, ajustar su plantilla y cambiar por completo su estructura. Como ABC y Rediffusion tenían distintos modos de trabajar, se creó una nueva empresa conjunta que se llamó Thames Television Ltd. El nombre es una referencia al río Támesis y se impuso a otras opciones como Tower Television o ABC London.

### Desarrollo de Thames Television

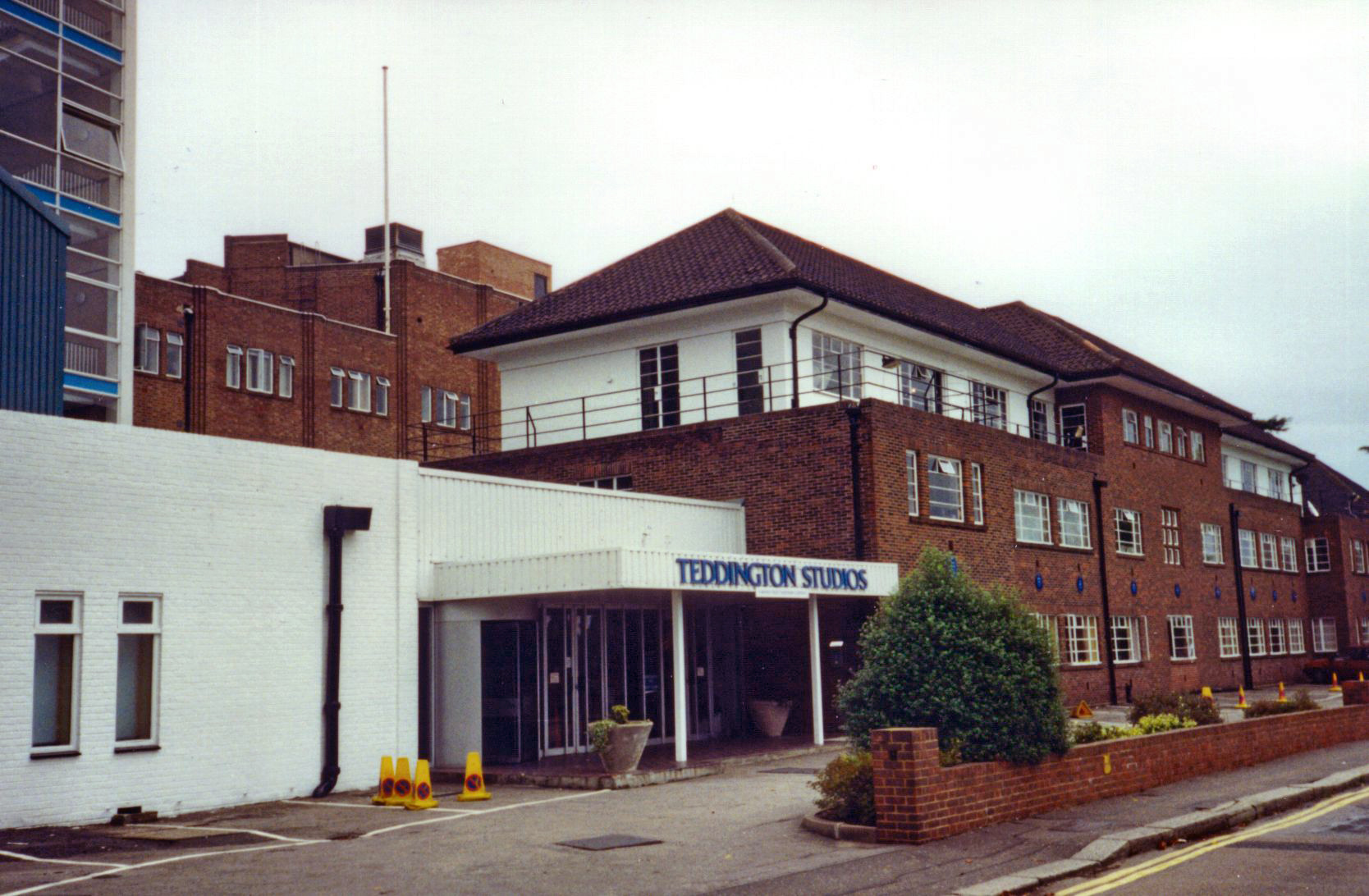
Entrada a los estudios Teddington, una de las instalaciones de Thames Television.

Thames Television comenzó sus emisiones regulares el martes 30 de julio de 1968, ocupando la frecuencia que hasta esa fecha pertenecía a Rediffusion. Londres era el único área regional de ITV compartida por dos concesionarias así que Thames no podía emitir todos los días; su señal abarcaba del lunes por la mañana hasta el viernes por la tarde, mientras que LWT ocupaba la frecuencia para el fin de semana. Su primera sede fueron los despachos de Rediffusion en Kingsway, mientras se construían unos nuevos estudios en Euston Road, abiertos en 1970. También utilizó los estudios de Teddington, heredados de ABC.
El comienzo de Thames no fue fácil. En el día de su lanzamiento, el nuevo canal tuvo que enfrentarse a una huelga en favor de mejoras salariales que afectó a toda la red de ITV. Los técnicos de los canales se negaron a emitir la programación y la publicidad local contratada, por lo que la compañía tuvo que establecer con carácter urgente un servicio nacional, llevado a cabo entre Thames y ATV. La nueva franquicia londinense se vio más afectada que otras emisoras porque tardó más tiempo en consolidar la venta de publicidad, y no pudo iniciar un servicio regular hasta dos semanas después, cuando la huelga concluyó con acuerdo entre ambas partes. También hubo discrepancias entre Thorn EMI y British Electric Traction por el control de la empresa, pero el fuerte peso de ambas terminó equilibrándose y sirvió para dotar de una mayor independencia creativa al canal.
A comienzos de los años 1970, cuando se produjo el traslado a Euston Road, Thames se convirtió en una de las principales productoras de ITV. Uno de sus primeros éxitos fue El show de Benny Hill, protagonizado por Benny Hill y estrenado en 1969. El espacio, que anteriormente se emitía en la BBC, alcanzó su mayor grado de popularidad en Thames a finales de la década y continuó realizándose hasta 1989. El canal supo moverse para captar anunciantes, vender sus programas al resto de la red ITV y contactar con productoras extranjeras para la compraventa de series. Uno de los mayores éxitos internacionales fue Un hombre en casa, estrenada en 1973; la serie se vendió a Estados Unidos, donde fue adaptada como Apartamento para tres, y contó con dos secuelas producidas también por Thames; George y Mildred y El nido de Robin.
La autoridad audiovisual que sustituyó a la ITA en esa década, la Independent Broadcasting Authority (IBA), renovó la concesión a Thames en 1972 y 1980 respectivamente. Con el paso de los años, otras franquicas como Granada Television (noroeste de Inglaterra) o Television South (sur de Inglaterra) ganaron importancia sobre Thames, aunque la franquicia londinense mantuvo un papel determinante en el intercambio de formatos dentro de ITV. En ese tiempo se produjeron concursos, series de animación como Danger Mouse o Conde Duckula, comedias como Todos en el número 20 y dramas como The Bill. También tuvo éxito en la producción de documentales; el canal ganó un premio Peabody en 1986 por la serie Chaplin desconocido, y en 1988 recibió un premio BAFTA de la televisión por Death on the Rock, sobre el asesinato de tres miembros del IRA en Gibraltar.
A mediados de los años 1980, los dos principales accionistas de Thames trataron de vender el canal a otros inversores. En 1984, Thorn EMI hizo una oferta pública de venta y negoció con la distribuidora Carlton Communications, que también entabló conversaciones con British Electric. Sin embargo, la IBA bloqueó la operación porque Carlton era una sociedad anónima, mientras que la franquicia era una sociedad limitada. El presidente de Thames, Richard Dunn, negoció una nueva oferta con consentimiento de la IBA por la que vendía el 49 % de los títulos, pero Carlton terminó rechazándola y no prosperó. En 1989, British Electric vendió todas sus acciones a Thorn EMI y el asunto quedó zanjado.

### Pérdida de la franquicia de ITV

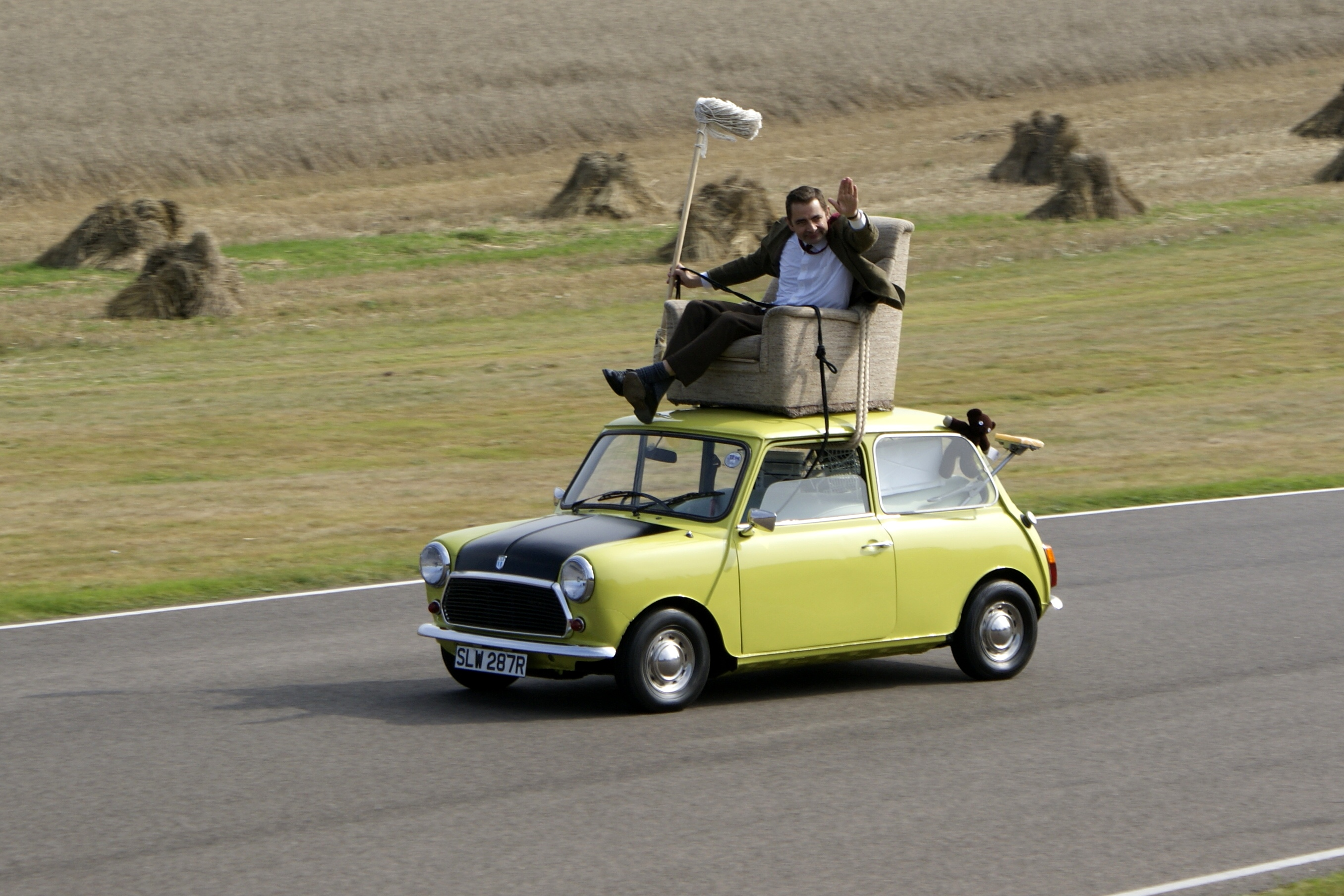
Mr. Bean, estrenada en 1990, fue una de las últimas series producidas para Thames en ITV.

A finales de los años 1980 se produjeron importantes cambios que afectaban a ITV y sus concesionarias. El gobierno de Margaret Thatcher aprobó una nueva Ley Audiovisual en 1990 que desregularizó la televisión comercial. La IBA fue sustituida como organismo por dos entidades separadas; la Radio Authority y la Independent Television Commission (ITC). En lo que respecta a ITV, se aprobó que los concursos para las concesiones se resolverían con la mayor oferta económica, sin tener en cuenta otros factores como la programación regional. La medida fue muy criticada, por lo que el ejecutivo añadió una «cláusula de calidad» sobre la base de la producción propia y los proyectos de futuro. También se permitió la fusión y concentración entre concesionarias de ITV, bajo una serie de condiciones.
Thames se presentó a la renovación de concesiones en 1991 y se enfrentó a dos rivales: la distribuidora Carlton Communications, que llevaba años interesada en formar parte de ITV y había intentado comprar Thames, y el consorcio CPV-TV, liderado por el empresario Richard Branson y el fundador de LWT, David Frost. La ITC estudió las dos primeras ofertas, al ser las únicas que cumplían con la cláusula de calidad. Finalmente, el organismo aceptó la oferta de Carlton, presupuestada en 43 millones de libras esterlinas, por encima de la de Thames, tasada en 33 millones. De este modo, Thames Television estaba condenada a desaparecer como canal de televisión a partir del 1 de enero de 1993. Además, Carlton se negó a quedarse con los estudios de Thames y su plantilla de trabajadores, apostando en su lugar por la externalización de servicios.
La marcha de Thames de la concesión de Londres fue muy debatida en la sociedad británica, al ser uno de los canales más importantes dentro de ITV, y fue utilizada como ejemplo para cuestionar el nuevo modelo audiovisual. La prensa lo interpretó como parte de la liberalización de ITV, que hasta entonces se nutría de los programas producidos por las empresas concesionarias. En cambio, otras voces especularon con una falta de entendimiento entre el gobierno británico y el canal, relacionadas con el premiado documental Death on the Rock, que fue muy criticado por el gabinete de Thatcher. La ITC negó esa posibilidad.
Durante los años previos a la pérdida del canal, Thames trabajó con normalidad e incluso se encargó del estreno de éxitos en ITV como Mr. Bean (1990). Sin embargo, preparaba su reconversión como productora independiente, lo que le llevó a prescindir de la mayor parte de la plantilla. En 1992, último año dentro de la red, presentó una oferta para un quinto canal de cobertura nacional con el apoyo de Warner Bros., pero las autoridades rechazaron su propuesta por dudas en la ejecución del proyecto.
La última emisión de Thames Television dentro de ITV Londres tuvo lugar el jueves 31 de diciembre de 1992, con un programa especial de sus mejores momentos y éxitos, y un mensaje de agradecimiento a sus trabajadores y los espectadores. Al finalizar, ITV conectó con las campanadas de fin de año en Big Ben, y después entró la señal de continuidad de Carlton Television por la frecuencia londinense. De este modo, Thames dejó de existir como canal de televisión.

### Thames como productora independiente
Poco después de cesar como canal de televisión, Thames se mantuvo como productora independiente para las principales cadenas británicas. En ITV siguió encargándose de la serie The Bill, pero su ámbito de producción se amplió a Channel 4 y los distintos canales de satélite. Meses antes de su fin en ITV, Thames firmó un acuerdo con BBC para lanzar un canal por satélite de programas británicos clásicos, llamado UK Gold, más tarde transformado en el grupo audiovisual UKTV.
Thames redujo drásticamente su personal y se deshizo de muchos activos. La productora Euston Films dejó de existir a mediados de los años 1990, el edificio fue demolido y los terrenos donde se asentaba acogen hoy la sede del Banco Santander en Reino Unido, Santander UK. El estudio de Teddington, donde se hacían los programas de entretenimiento, fue vendido a Pinewood Studios.
En 1993, la editorial Pearson pagó 99 millones de libras para hacerse con el control de toda la empresa, y tres años después la integró en la rama televisiva del grupo. Cuando Pearson fue absorbida por RTL Group, Thames quedó integrada dentro de Fremantle Media, creada en 2001. Después de que sus dueños compraran también la productora Talkback, Fremantle fusionó ambas empresas para formar una nueva compañía, Talkback Thames. La nueva empresa heredó el catálogo y proyectos de Thames, y se convirtió en la principal productora de Reino Unido en aquel momento. La unión se materializó el 10 de febrero de 2003, momento en el que Thames Television dejó de existir como marca independiente.
El 1 de enero de 2012, Fremantle dividió Talkback Thames en cuatro productoras distintas. La marca Thames fue recuperada para su división de programas de entretenimiento como Factor X y Britain's Got Talent, si bien se trata de otra empresa diferente.

## Programas de Thames

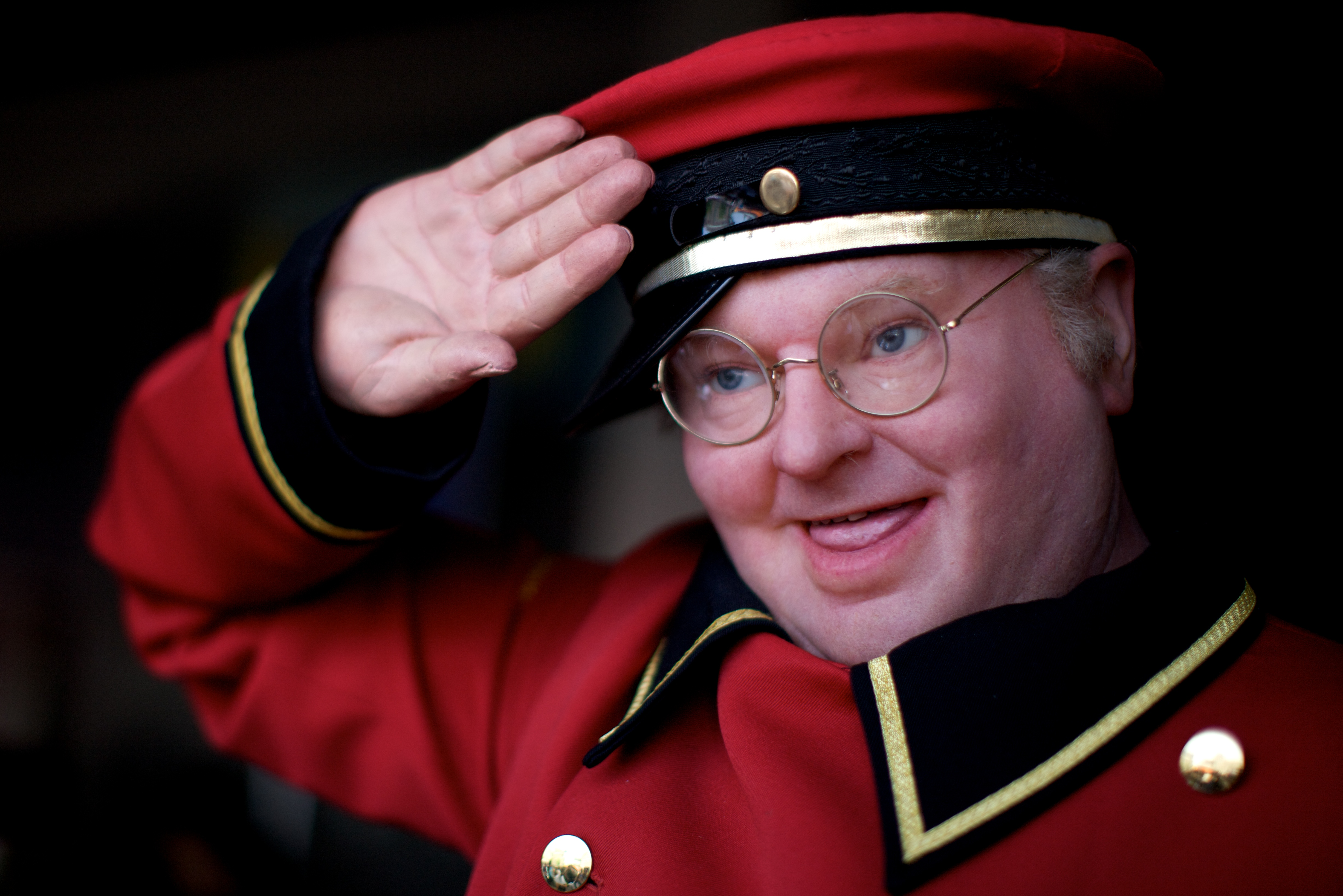
Figura de cera de Benny Hill, uno de los programas más populares de Thames.

Thames Television no era una productora especializada en un contenido concreto. Al formar parte de ITV debía encargarse de todos los aspectos de un canal generalista: informativos locales, entretenimiento y cultura. Sin embargo, sus programas más reconocidos dentro de esa red fueron las series de ficción y de humor.
Cuando se creó en 1968, Thames heredó la producción de los programas más populares de Associated British Corporation y Rediffusion, como Los Vengadores, Callan, Public Eye y Do Not Adjust Your Set, este último con miembros que más tarde formaron parte de Monty Python. Para nutrir la nueva programación, Thames aceptó proyectos desechados por la BBC como la serie biográfica This Is Your Life y el humorístico El show de Benny Hill, uno de sus primeros grandes éxitos.
Uno de los géneros que más desarrolló fueron las comedias de situación. El éxito de Un hombre en casa, que contó con una adaptación llamada Apartamento para tres en Estados Unidos, propició el lanzamiento de las secuelas George y Mildred —cuya secuela estadounidense fue Los Roper— y El nido de Robin. A raíz de su buena aceptación, se produjeron también otras teleseries como Father, Dear Father; Rumpole of the Bailey, After Henry, Bless This House, Todos en el número 20, Never the Twain y Love Thy Neighbour. El dúo cómico Morecambe and Wise también participó en varios espacios. Cuando Thames se convirtió en productora independiente, se encargó de la saga policial The Bill.
La mayoría de los dramas eran producidos por la subsidiaria Euston Films, que realizó trabajos de género policial (The Sweeney) y de ciencia ficción (Quatermass). En producciones infantiles creó series de animación bajo la subsidiaria Cosgrove Hall Films, como Conde Duckula y Danger Mouse. Cosgrove fue vendida en 1993 a Anglia Television, pasó a manos de ITV plc y desapareció en 2009.
Además, Thames también ganó fama como productora de documentales. La serie El mundo en guerra, estrenada en 1973, fue producida por Jeremy Isaacs, narrada por Laurence Olivier y está considerada como uno de los programas de historia más valorados de ITV. El grupo logró premios internacionales gracias a sus trabajos, como el Premio Peabody en 1986 por Chaplin desconocido, y un premio BAFTA de la televisión en 1988 por Death on the Rock.
Como el resto de concesionarias de ITV, Thames se encargó de los informativos regionales, que sólo podían verse en el área metropolitana. En uno de esos espacios tuvo lugar una polémica entrevista en 1976 a los Sex Pistols. La discográfica EMI envió al grupo punk para ser entrevistados en el programa vespertino Today, como reemplazo de Queen. En contra de lo esperado, el programa permitió que el grupo estuviese acompañado por cuatro miembros de Bromley Contingent, por lo que había ocho personas a la vez, y les dieron bebidas alcohólicas mientras esperaban. En la emisión en directo, Steve Jones terminó llamando «maldito hijo de puta» al presentador Bill Grundy por intentar flirtear con Siouxsie Sioux. Aunque solo pudo verse en Londres, el suceso trascendió a nivel nacional porque los tabloides lo llevaron a portada, dando a conocer a los Sex Pistols al público general. Thames despidió a Grundy de inmediato, y si bien fue readmitido en la plantilla, la gestión de ese directo menoscabó su carrera televisiva.

## Imagen corporativa

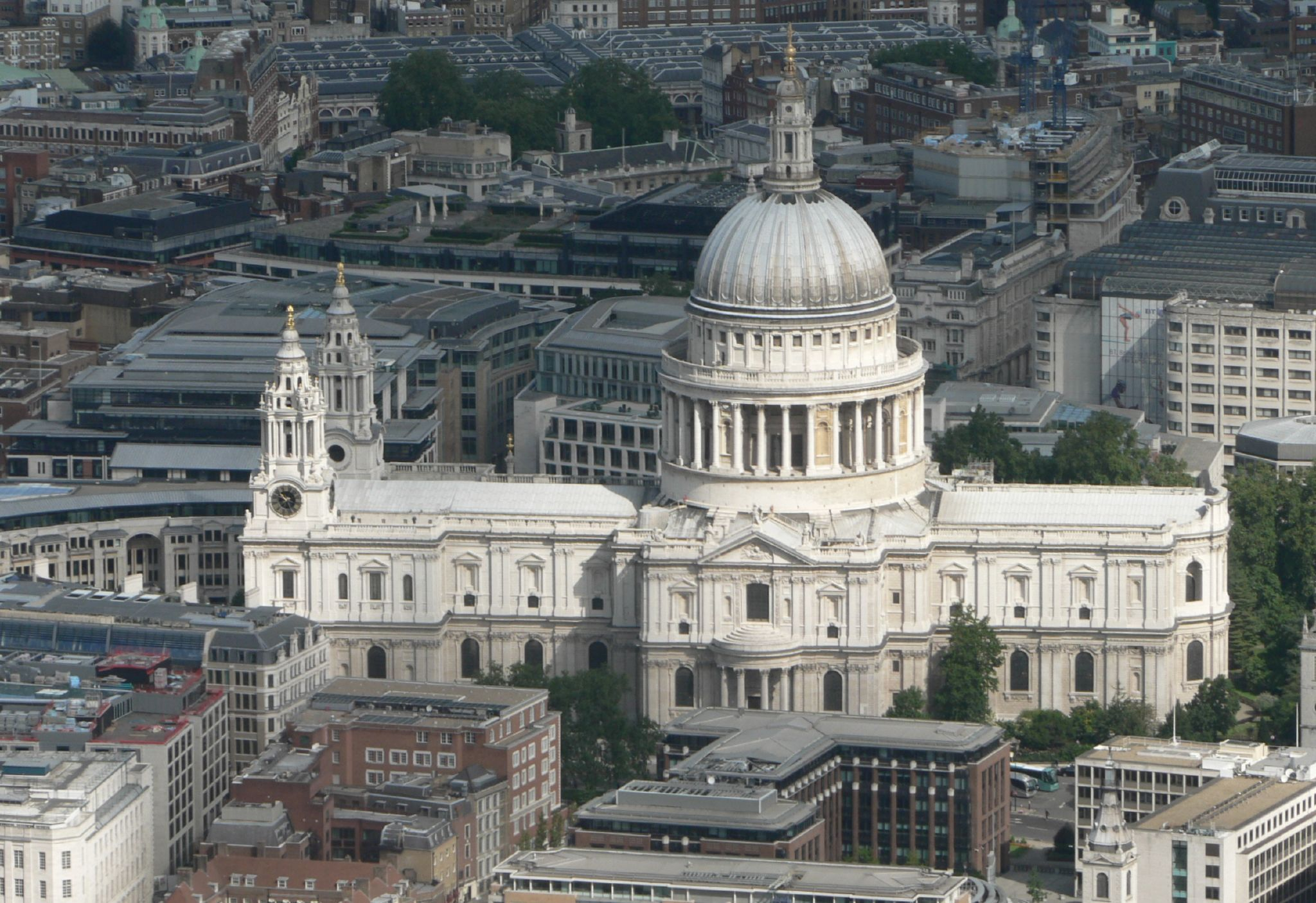
La Catedral de San Pablo es uno de los monumentos que figuran en el logotipo clásico de Thames Television.

La identidad corporativa de Thames es una de las más conocidas de la televisión británica. A lo largo de su trayectoria tuvo varios logotipos, aunque en la mayoría figuraban una vista panorámica de los edificios más representativos de Londres y el río Támesis (Thames en inglés) en la parte inferior. La primera identificación fue un dibujo de los edificios más representativos de Londres, en blanco y negro, que emergían en la pantalla reflejados sobre el río Támesis. En la mitad aparecía el nombre de la compañía en letras mayúsculas. Los edificios que salían en el logotipo eran el edificio anterior de la Escuela de la Ciudad de Londres, el Big Ben, la Catedral de San Pablo y el Puente de la Torre. De fondo sonaba Salute of Thames, una sintonía de ocho notas realizada por el compositor Johnny Hawksworth, que se mantuvo durante más de veinte años y con la que aún se la identifica.
En 1969, con la llegada del color a la TV, se introdujo la versión definitiva, que sustituía el dibujo por fotografías. El encargado de ese trabajo fue la agencia Minale Tattersfield, que mantuvo como sintonía la compuesta por Hawksworth. Originalmente se usó animación stop motion en película de 16 mm, después se utilizó una película de 35 mm, y en 1984 se digitalizó. Dicha imagen se convirtió en el logotipo de Thames durante la mayor parte de su existencia, y fuera de Reino Unido pudo verse en series como El show de Benny Hill.
La imagen tradicional se mantuvo hasta el verano de 1989. Con motivo de su vigésimo primer aniversario, el canal presentó un nuevo logo de presentación, que mantenía los elementos tradicionales con alguna variación. Ahí, los edificios figuran en color dorado, sobre un río que representa al Támesis. Los elementos se encuentran encima de un triángulo naranja, donde figura la descripción «Thames XXI». La sintonía era una versión de orquesta del Salute to Thames. Sobre esa base, en 1990 se cambió el logo con una revisión de todos los elementos, y que se convirtió en la última imagen de Thames en ITV. La vista panorámica de Londres se remodeló con nuevas imágenes que incluían el Big Ben, la Catedral de San Pablo, el Puente de la Torre y un nuevo edificio, la Torre BT. En la parte inferior se encontraba un triángulo azul, que representaba al río y donde aparecía el nombre del canal. El logotipo de 1990 se utilizó durante siete años, incluso después del cese de emisiones.
En sus últimos años, ya como productora independiente bajo el control de Pearson y FremantleMedia, Thames tuvo varios logos. En 1997 se adoptó como imagen el Puente de la Torre sobre el Támesis, y en 2002 era el nombre de la compañía reflejado en el agua. Cuando Thames se fusionó con TalkBack para formar Talkback Thames, la marca Thames se reservó para las producciones realizadas sólo en las instalaciones de la empresa.